# Ariel Rechtshaid
Ariel Rechtshaid (* 23. března 1979 Los Angeles) je americký hudební producent. Narodil se do rodiny izraelských přistěhovalců. Byl členem skupin The Hippos a později Foreign Born. Následně se věnoval převážně produkci alb jiných interpretů, mezi něž patří například Sky Ferreira, Brandon Flowers, Vampire Weekend, Cass McCombs a Solange Knowles.

## Diskografie
- Dream to Make Believe (Armor for Sleep, 2003)
- All That We Needed (Plain White T's, 2005)
- With Love and Squalor (We Are Scientists, 2005)
- Lie Lover Lie (The Blood Arm, 2006)
- Brain Thrust Mastery (We Are Scientists, 2008)
- Catacombs (Cass McCombs, 2009)
- Barbara (We Are Scientists, 2010)
- Wit's End (Cass McCombs, 2011)
- The Lateness of the Hour (Alex Clare, 2011)
- Humor Risk (Cass McCombs, 2011)
- Timez Are Weird These Days (Theophilus London, 2011)
- Coastal Grooves (Blood Orange, 2011)
- You Are All I See (Active Child, 2011)
- Looking 4 Myself (Usher, 2012)
- Ghost (Sky Ferreira, 2012)
- Push and Shove (No Doubt, 2012)
- Believe (Justin Bieber, 2012)
- Reincarnated (Snoop Lion, 2013)
- True Romance (Charli XCX, 2013)
- Modern Vampires of the City (Vampire Weekend, 2013)
- Night Time, My Time (Sky Ferreira, 2013)
- Days Are Gone (Haim, 2013)
- Nocturnes (Little Boots, 2013)
- Kiss Me Once (Kylie Minogue, 2014)
- Sucker (Charli XCX, 2014)
- Motion (Calvin Harris, 2014)
- Working Girl (Little Boots, 2015)
- Emotion (Carly Rae Jepsen, 2015)
- 25 (Adele, 2015)
- Hallucinogen (Kelela, 2015)
- The Desired Effect (Brandon Flowers, 2015)
- Rebel Heart (Madonna, 2015)
- Unguarded (Rae Morris, 2015)
- Mangy Love (Cass McCombs, 2016)
- Something to Tell You (Haim, 2017)
- Take Me Apart (Kelela, 2017)
- Someone Out There (Rae Morris, 2018)
- Bloom (Troye Sivan, 2018)
- American Utopia (David Byrne, 2018)
- Father of the Bride (Vampire Weekend, 2019)
- Now, Not Yet (half•alive, 2019)
- Wasteland, Baby! (Hozier, 2019)
- Imploding the Mirage (The Killers, 2020)
- Women in Music Pt. III (Haim, 2020)
- Remote (Wallows, 2020)
- Dedicated Side B (Carly Rae Jepsen, 2020)
- Simple, Sweet, and Smiling (Kacy Hill, 2021)
- Ocean Child: Songs of Yoko Ono (různí, 2020)
- Crash (Charli XCX, 2022)